# Pommereschea
Pommereschea es un género de plantas con flores perteneciente a la familia Zingiberaceae. Comprende dos especies.

## Especies seleccionadas
- Pommereschea lackneri
- Pommereschea spectabilis